# Prasinocyma exililinea
Prasinocyma exililinea är en fjärilsart som beskrevs av W. Warren 1906. Prasinocyma exililinea ingår i släktet Prasinocyma och familjen mätare. Inga underarter finns listade i Catalogue of Life.